# Agylla chosengylla
Agylla chosengylla är en fjärilsart som beskrevs av Felix Bryk 1948. Agylla chosengylla ingår i släktet Agylla och familjen björnspinnare. Inga underarter finns listade i Catalogue of Life.